# 克雷格·山姆森
克雷格·山姆森（英語：Craig Samson；1984年4月1日—）是一位蘇格蘭足球運動員。在場上的位置是守門員。他現在效力於蘇格蘭足球超級聯賽球隊马瑟韦尔足球俱乐部。他也代表蘇格蘭U21國家足球隊參賽。

## 外部連結
- 足球数据库：克雷格·山姆森的球员统计数据
- Scotland stats （页面存档备份，存于） at Fitbastats